# Maria Komnene von Byzanz
Maria Komnene von Byzanz (* vor 1144; † 1190) war Königin von Ungarn.
Maria Komnene wurde als Tochter von Isaak Komnenos (* 1115, † 1154/74), dem Sohn des byzantinischen Kaisers Johannes II. und Bruder von Kaiser Manuel I., und dessen Gemahlin Theodora Kamaterina († 1144) geboren. Marias Neffe Isaak (Sohn ihrer Schwester Irene) wurde Kaiser in Zypern und ihre Halbschwester Theodora war mit Balduin III., König von Jerusalem, vermählt. Im Jahre 1156 wurde sie mit dem späteren ungarischen König Stephan IV. verheiratet, nachdem dieser im ungarischen Thronfolgestreit mit seinem Bruder Géza II. und einer missglückten Verschwörung nach Konstantinopel flüchten musste, wo er vom Kaiser mit Freude empfangen wurde.
Nach dem Tod von Géza II. beschloss Kaiser Manuel, Ungarn zum byzantinischen Vasallen zu machen. Das ungarische Königreich musste sich in den kommenden Perioden bemühen, seine Selbstständigkeit zu bewahren. 1163 wurde Stephan König, er war jedoch sehr unbeliebt – vor allem der große Einfluss von Byzanz war vielen ein Dorn im Auge. Stephan wurde 1165 ermordet. Er wurde noch lange für die Instabilität des königlichen Thrones beschuldigt und man wollte ihn lange nicht begraben. Maria überlebte ihren Mann um 25 Jahre. Das Paar hatte keine Kinder und Maria heiratete kein weiteres Mal.